# Heliothela
Heliothela is een geslacht van vlinders van de familie van de grasmotten (Crambidae), uit de onderfamilie van de Heliothelinae. De wetenschappelijke naam en de beschrijving van dit geslacht werden voor het eerst in 1854 gepubliceerd door Achille Guenée.

## Soorten
- H. aterrima Turner, 1937
- H. atra Butler, 1877
- H. cretostrigalis Caradja, 1925
- H. didymospila Turner, 1915
- H. floricola Turner, 1913
- H. nigralbata Leech, 1889
- H. ophideresana (Walker, 1863)
- H. oreias Turner, 1915
- H. paracentra (Meyrick, 1887)
- H. wulfeniana (Scopoli, 1763) (Brandplekmot)